# Coro de niños de Windsbach
El Coro de niños de Windsbach (en alemán, Windsbacher Knabenchor), es un coro de niños con sede en Windsbach, Alemania.

## Historia
Fue fundado en 1946 por Hans Thamm y dirigido por Karl-Friedrich Beringer de 1978 a 2011. Es uno de los coros infantiles más renombrados del mundo. Es una organización de la Iglesia Evangélica Luterana de Baviera, que contribuye con alrededor del 30% de los costes de mantenimiento de los cantantes y del internado. En 2007, el coro fue galardonado con el Premio de Música de Rheingau, dotado con 10.000 euros. Ludwig Böhme asumió la dirección en septiembre de 2022.

## Repertorio
El repertorio del coro comprende desde literatura coral a cappella hasta los grandes oratorios, como por ejemplo el Mesías
de Händel o el Elías de Mendelssohn.

## Giras
Con sus alrededor de 70 cantantes, el coro da aproximadamente 50 conciertos al año. Además emprende anualmente una o dos grandes 
Giras anuales por Europa (Finlandia, Malta, Francia, Gran Bretaña, Países Bajos, Bélgica, Polonia, España, Grecia,
La Antigua URSS), el Cercano Oriente (Israel), el Lejano Oriente (Japón, Taiwán, Singapur), los EE. UU. y Sudamérica (Brasil, Paraguay, Argentina,
Uruguay). El coro acompañó a los presidentes (Richard von Weizsäcker y Roman Herzog en visitas oficiales
Y dio un concierto para Johannes Rau. En el marco litúrgico, el coro participa habitualmente en las misas de la Iglesia de san Lorenzo en Nürnberg.

## Formación
Su formación escolar la reciben en el instituto externo Johann Sebastian Bach de Windsbach, donde son más flexibles con las necesidades de los cantantes. Para su formación vocal, en el internado reciben clases de canto, teoría de la música y ensayan diariamente con el coro.
Con objeto de elaborar deberes escolares y asegurar el conocimiento de la materia aprendida, en el internado hay un horario de estudio obligatorio para los ciclos inicial y medio. Según los resultados, los profesores  ofrecen un repaso para compensar 
las ausencias o la no celebración de clases con motivo de las giras y los ensayos especiales para preparar importantes interpretaciones.

## Fomento y apoyo
Debido a la situación económica de la Iglesia, al coro se le ha retirado la subvención de 265.000 euros. Esto supone una reducción de más del 20 por ciento.
El coro de niños de Windsbach es apoyado por la "Fördergesellschaft Windsbacher Knabenchor", una fundación propia; también lo financia el Patronato, una fusión 
de capitalistas importantes en la región de Nürnberg.